# Lista över matchresultat i Elitserien i ishockey 1992/1993
Lista över matchresultat i grundserien av Elitserien i ishockey 1992/1993. Ligan inleddes den 24 september 1992 och avslutades 11 mars 1993.
Grundserien
| Nr | Lag                | S  | V  | O | F  | GM | IM | MS  | P  |
| -- | ------------------ | -- | -- | - | -- | -- | -- | --- | -- |
| 1  | Västerås IK        | 22 | 13 | 4 | 5  | 79 | 55 | +24 | 30 |
| 2  | Brynäs IF          | 22 | 12 | 3 | 7  | 73 | 61 | +12 | 27 |
| 3  | Färjestad BK       | 22 | 11 | 3 | 8  | 82 | 65 | +17 | 25 |
| 4  | Malmö IF (RM)      | 22 | 11 | 3 | 8  | 83 | 67 | +16 | 25 |
| 5  | Modo               | 22 | 11 | 2 | 9  | 87 | 77 | +10 | 24 |
| 6  | Djurgårdens IF     | 22 | 9  | 5 | 8  | 55 | 55 | 0   | 23 |
| 7  | Luleå HF           | 22 | 9  | 2 | 11 | 67 | 73 | −6  | 20 |
| 8  | HV71               | 22 | 8  | 4 | 10 | 71 | 82 | −11 | 20 |
| 9  | Leksands IF        | 22 | 9  | 1 | 12 | 76 | 76 | 0   | 19 |
| 10 | Rögle BK           | 22 | 8  | 3 | 11 | 69 | 71 | −2  | 19 |
| 11 | Västra Frölunda HC | 22 | 8  | 2 | 12 | 67 | 74 | −7  | 18 |
| 12 | AIK                | 22 | 5  | 4 | 13 | 46 | 99 | −53 | 14 |

Fortsättningsserien
| Nr | Lag            | S  | V  | O  | F  | GM  | IM  | MS  | P  |
| -- | -------------- | -- | -- | -- | -- | --- | --- | --- | -- |
| 1  | Västerås IK    | 40 | 21 | 10 | 9  | 136 | 101 | +35 | 52 |
| 2  | Brynäs IF      | 40 | 20 | 8  | 12 | 149 | 124 | +25 | 48 |
| 3  | Malmö IF (RM)  | 40 | 21 | 5  | 14 | 152 | 130 | +22 | 47 |
| 4  | Färjestad BK   | 40 | 19 | 5  | 16 | 158 | 133 | +25 | 43 |
| 5  | Modo           | 40 | 17 | 6  | 17 | 145 | 140 | +5  | 40 |
| 6  | Luleå HF       | 40 | 16 | 7  | 17 | 142 | 134 | +8  | 39 |
| 7  | Leksands IF    | 40 | 17 | 4  | 19 | 137 | 137 | 0   | 38 |
| 8  | Djurgårdens IF | 40 | 15 | 8  | 17 | 97  | 110 | −13 | 38 |
| 9  | HV71           | 40 | 13 | 8  | 19 | 123 | 149 | −26 | 34 |
| 10 | Rögle BK       | 40 | 13 | 7  | 20 | 119 | 140 | −21 | 33 |

## Matcher

### Grundserien
| | |
| Datum Match Resultat Publik Spelplan Omgång 1 - 24 september 1992 Rögle BK-Malmö IF 1-3 (0-1, 0-1, 1-1) 5017 Ängelholms Ishall - 24 september 1992 AIK-Leksands IF 0-8 (0-2, 0-1, 0-5) 8198 Globen - 24 september 1992 Luleå HF-Västra Frölunda HC 4-3 (2-0, 1-1, 1-2) 4237 Delfinen - 24 september 1992 Västerås IK-Färjestads BK 3-0 (2-0, 1-0, 0-0) 3577 Rocklundahallen - 24 september 1992 HV 71-Modo Hockey 6-4 (2-1, 2-1, 2-2) 3020 Rosenlundshallen - 24 september 1992 Brynäs IF-Djurgårdens IF 5-1 (2-1, 2-0, 1-0) 5279 Gavlerinken Omgång 2 - 27 september 1992 Djurgårdens IF-HV 71 5-4 (2-3, 1-0, 2-1) 6203 Globen - 27 september 1992 Modo Hockey-Västerås IK 4-1 (2-1, 2-0, 0-0) 4201 Kempehallen - 27 september 1992 Färjestads BK-Luleå HF 8-3 (3-1, 1-1, 4-1) 3839 Färjestads Ishall - 27 september 1992 Västra Frölunda HC-AIK 3-4 (2-4, 1-0, 0-0) 9847 Scandinavium - 27 september 1992 Leksands IF-Rögle BK 5-0 (3-0, 1-0, 1-0) 5900 Leksands Isstadion - 27 september 1992 Malmö IF-Brynäs IF 1-1 (0-0, 0-0, 1-1) 4809 Malmö Isstadion Omgång 3 - 1 oktober 1992 Rögle BK-Västra Frölunda HC 2-2 (2-0, 0-0, 0-2) 3526 Ängelholms Ishall - 1 oktober 1992 AIK-Färjestads BK 5-4 (2-0, 2-2, 1-2) 6211 Globen - 1 oktober 1992 Luleå HF-Modo Hockey 3-5 (0-2, 1-2, 2-1) 4451 Delfinen - 1 oktober 1992 Västerås IK-Djurgårdens IF 2-2 (2-0, 0-1, 0-1) 5639 Rocklundahallen - 1 oktober 1992 HV 71-Brynäs IF 3-2 (1-1, 2-0, 0-1) 4355 Rosenlundshallen - 1 oktober 1992 Leksands IF-Malmö IF 10-4 (4-0, 3-2, 3-2) 5926 Leksands Isstadion Omgång 4 - 4 oktober 1992 Brynäs IF-Västerås IK 3-2 (2-1, 1-1, 0-0) 4927 Gavlerinken - 4 oktober 1992 Djurgårdens IF-Luleå HF 2-0 (1-0, 0-0, 1-0) 6823 Globen - 4 oktober 1992 Modo Hockey-AIK 0-1 (0-0, 0-0, 0-1) 5290 Kempehallen - 4 oktober 1992 Färjestads BK-Rögle BK 4-7 (0-1, 2-3, 2-3) 3655 Färjestads Ishall - 4 oktober 1992 Västra Frölunda HC-Leksands IF 5-3 (0-1, 3-0, 2-2) 10990 Scandinavium - 4 oktober 1992 Malmö IF-HV 71 3-0 (1-0, 1-0, 1-0) 4926 Malmö Isstadion Omgång 5 - 8 oktober 1992 Rögle BK-Modo Hockey 4-2 (0-0, 0-2, 4-0) 3465 Ängelholms Ishall - 8 oktober 1992 AIK-Djurgårdens IF 0-3 (0-2, 0-0, 0-1) 13850 Globen - 8 oktober 1992 Luleå HF-Brynäs IF 4-5 (3-0, 1-3, 0-2) 4524 Delfinen - 8 oktober 1992 Västerås IK-HV 71 3-0 (0-0, 1-0, 2-0) 3920 Rocklundahallen - 8 oktober 1992 Västra Frölunda HC-Malmö IF 5-3 (2-1, 3-1, 0-1) 11302 Scandinavium - 8 oktober 1992 Leksands IF-Färjestads BK 4-3 (1-1, 2-1, 1-1) 5625 Leksands Isstadion Omgång 6 - 11 oktober 1992 HV 71-Luleå HF 4-3 (2-2, 1-0, 1-1) 3816 Rosenlundshallen - 11 oktober 1992 Brynäs IF-AIK 8-2 (2-1, 2-0, 4-1) 6464 Gavlerinken - 11 oktober 1992 Djurgårdens IF-Rögle BK 0-2 (0-0, 0-1, 0-1) 6520 Globen - 11 oktober 1992 Modo Hockey-Leksands IF 7-3 (1-1, 4-1, 2-1) 4420 Kempehallen - 11 oktober 1992 Färjestads BK-Västra Frölunda HC 5-2 (2-0, 0-2, 3-0) 4112 Färjestads Ishall - 11 oktober 1992 Malmö IF-Västerås IK 2-5 (0-0, 2-1, 0-4) 4908 Malmö Isstadion Omgång 7 - 15 oktober 1992 Rögle BK-Brynäs IF 3-4 (1-1, 1-2, 1-1) 5136 Ängelholms Ishall - 15 oktober 1992 AIK-HV 71 2-2 (1-0, 0-0, 1-2) 4873 Globen - 15 oktober 1992 Luleå HF-Västerås IK 3-2 (3-0, 0-2, 0-0) 4301 Delfinen - 15 oktober 1992 Färjestads BK-Malmö IF 6-1 (2-0, 2-1, 2-0) 4649 Färjestads Ishall - 15 oktober 1992 Västra Frölunda HC-Modo Hockey 2-6 (1-1, 1-4, 0-1) 8879 Scandinavium - 15 oktober 1992 Leksands IF-Djurgårdens IF 2-4 (0-1, 1-2, 1-1) 5025 Leksands Isstadion Omgång 8 - 18 oktober 1992 Västerås IK-AIK 9-1 (3-0, 2-0, 4-1) 5379 Rocklundahallen - 18 oktober 1992 HV 71-Rögle BK 7-5 (4-1, 2-2, 1-2) 4250 Rosenlundshallen - 18 oktober 1992 Leksands IF-Brynäs IF 2-2 (1-1, 0-0, 1-1) 6359 Leksands Isstadion - 18 oktober 1992 Djurgårdens IF-Västra Frölunda HC 0-2 (0-0, 0-2, 0-0) 6503 Globen - 18 oktober 1992 Modo Hockey-Färjestads BK 2-7 (1-3, 1-4, 0-0) 4752 Kempehallen - 18 oktober 1992 Malmö IF-Luleå HF 5-1 (1-0, 3-1, 1-0) 4911 Malmö Isstadion Omgång 9 - 22 oktober 1992 Rögle BK-AIK 4-1 (2-0, 1-0, 1-1) 4314 Ängelholms Ishall - 22 oktober 1992 Djurgårdens IF-Malmö IF 3-1 (0-0, 2-0, 1-1) 8122 Globen - 22 oktober 1992 Brynäs IF-Modo Hockey 4-8 (3-6, 1-0, 0-2) 4909 Gavlerinken - 22 oktober 1992 Färjestads BK-HV 71 4-4 (0-0, 1-3, 3-1) 3736 Färjestads Ishall - 22 oktober 1992 Västra Frölunda HC-Västerås IK 4-5 (2-4, 1-1, 1-0) 7942 Scandinavium - 22 oktober 1992 Luleå HF-Leksands IF 0-3 (0-1, 0-1, 0-1) 4654 Delfinen Omgång 10 - 25 oktober 1992 Rögle BK-Västerås IK 2-2 (1-0, 1-1, 0-1) 3806 Ängelholms Ishall - 25 oktober 1992 AIK-Luleå HF 2-4 (2-1, 0-0, 0-3) 3844 Hovet, Johanneshov - 25 oktober 1992 Modo Hockey-Malmö IF 3-3 (1-1, 1-1, 1-1) 6087 Kempehallen - 25 oktober 1992 Färjestads BK-Djurgårdens IF 3-2 (1-1, 1-1, 1-0) 4581 Färjestads Ishall - 25 oktober 1992 Västra Frölunda HC-Brynäs IF 4-2 (0-1, 3-0, 1-1) 11873 Scandinavium - 25 oktober 1992 Leksands IF-HV 71 4-0 (0-0, 2-0, 2-0) 4442 Leksands Isstadion Omgång 11 - 27 oktober 1992 Luleå HF-Rögle BK 3-1 (1-0, 2-0, 0-1) 4958 Delfinen - 27 oktober 1992 Västerås IK-Leksands IF 4-3 (1-0, 1-0, 2-3) 6510 Rocklundahallen - 27 oktober 1992 HV 71-Västra Frölunda HC 5-1 (2-1, 1-0, 2-0) 4348 Rosenlundshallen - 27 oktober 1992 Brynäs IF-Färjestads BK 5-2 (2-0, 0-2, 3-0) 6027 Gavlerinken - 27 oktober 1992 Djurgårdens IF-Modo Hockey 3-2 (1-0, 1-0, 1-2) 4453 Hovet, Johanneshov - 27 oktober 1992 Malmö IF-AIK 7-2 (3-1, 2-0, 2-1) 5394 Malmö Isstadion | Omgång 12 - 20 oktober 1992 Djurgårdens IF-Brynäs IF 3-2 (3-1, 0-0, 0-1) 11589 Globen - 29 oktober 1992 Modo Hockey-HV 71 6-4 (1-1, 1-2, 4-1) 3358 Kempehallen - 29 oktober 1992 Färjestads BK-Västerås IK 5-2 (1-2, 2-0, 2-0) 3681 Färjestads Ishall - 29 oktober 1992 Leksands IF-AIK 0-4 (0-2, 0-1, 0-1) 5093 Leksands Isstadion - 29 oktober 1992 Malmö IF-Rögle BK 5-3 (0-0, 4-2, 1-1) 5784 Malmö Isstadion - 3 november 1992 Västra Frölunda HC-Luleå HF 1-5 (0-3, 1-1, 0-1) 8301 Scandinavium Omgång 13 - 1 november 1992 Rögle BK-Leksands IF 6-2 (1-0, 3-1, 2-1) 4051 Ängelholms Ishall - 1 november 1992 Luleå HF-Färjestads BK 2-0 (1-0, 0-0, 1-0) 4609 Delfinen - 1 november 1992 Västerås IK-Modo Hockey 2-7 (1-2, 1-2, 0-3) 4733 Rocklundahallen - 1 november 1992 HV 71-Djurgårdens IF 5-4 (0-1, 2-3, 3-0) 4359 Rosenlundshallen - 1 november 1992 Brynäs IF-Malmö IF 3-4 (2-1, 0-2, 1-1) 5927 Gavlerinken - 17 november 1992 AIK-Västra Frölunda HC 0-3 (0-1, 0-1, 0-1) 5652 Globen Omgång 14 - 5 november 1992 Brynäs IF-HV 71 5-4 (0-2, 2-1, 3-1) 4066 Gavlerinken - 5 november 1992 Djurgårdens IF-Västerås IK 0-0 (0-0, 0-0, 0-0) 5294 Hovet, Johanneshov - 5 november 1992 Modo Hockey-Luleå HF 7-5 (3-1, 2-1, 2-3) 5009 Kempehallen - 5 november 1992 Färjestads BK-AIK 4-1 (0-1, 2-0, 2-0) 4163 Färjestads Ishall - 5 november 1992 Västra Frölunda HC-Rögle BK 3-2 (2-0, 1-0, 0-2) 9803 Scandinavium - 5 november 1992 Malmö IF-Leksands IF 9-3 (1-0, 4-1, 4-2) 5472 Malmö Isstadion Omgång 15 - 8 november 1992 Rögle BK-Färjestads BK 4-4 (2-1, 1-1, 1-2) 4226 Ängelholms Ishall - 8 november 1992 AIK-Modo Hockey 5-5 (2-2, 2-1, 1-2) 4722 Hovet, Johanneshov - 8 november 1992 Luleå HF-Djurgårdens IF 2-1 (2-0, 0-1, 0-0) 4703 Delfinen - 8 november 1992 Västerås IK-Brynäs IF 6-4 (4-1, 1-1, 1-2) 5697 Rocklundahallen - 8 november 1992 HV 71-Malmö IF 6-4 (3-2, 2-1, 1-1) 4324 Rosenlundshallen - 8 november 1992 Leksands IF-Västra Frölunda HC 5-4 (1-2, 2-0, 2-2) 4323 Leksands Isstadion Omgång 16 - 19 november 1992 HV 71-Västerås IK 3-4 (2-0, 1-2, 0-2) 3426 Rosenlundshallen - 19 november 1992 Brynäs IF-Luleå HF 1-1 (1-0, 0-1, 0-0) 5250 Gavlerinken - 19 november 1992 Djurgårdens IF-AIK 4-4 (2-1, 0-1, 2-2) 13850 Globen - 19 november 1992 Modo Hockey-Rögle BK 1-2 (0-0, 1-1, 0-1) 4039 Kempehallen - 19 november 1992 Färjestads BK-Leksands IF 3-2 (2-2, 0-0, 1-0) 4706 Färjestads Ishall - 19 november 1992 Malmö IF-Västra Frölunda HC 6-2 (0-1, 2-1, 4-0) 5217 Malmö Isstadion Omgång 17 - 22 november 1992 Rögle BK-Djurgårdens IF 3-4 (2-2, 0-1, 1-1) 4425 Ängelholms Ishall - 22 november 1992 AIK-Brynäs IF 2-3 (1-1, 1-0, 0-2) 9582 Globen - 22 november 1992 Luleå HF-HV 71 5-3 (0-0, 2-2, 3-1) 3951 Delfinen - 22 november 1992 Västerås IK-Malmö IF 4-1 (2-0, 0-0, 2-1) 4975 Rocklundahallen - 22 november 1992 Västra Frölunda HC-Färjestads BK 6-2 (1-1, 3-1, 2-0) 10938 Scandinavium - 22 november 1992 Leksands IF-Modo Hockey 3-6 (1-3, 0-1, 2-2) 4603 Leksands Isstadion Omgång 18 - 26 november 1992 Västerås IK-Luleå HF 3-3 (1-2, 1-1, 1-0) 4293 Rocklundahallen - 26 november 1992 HV 71-AIK 4-4 (1-2, 2-0, 1-2) 3768 Rosenlundshallen - 26 november 1992 Brynäs IF-Rögle BK 5-2 (2-0, 3-0, 0-2) 4787 Gavlerinken - 26 november 1992 Djurgårdens IF-Leksands IF 6-3 (1-1, 3-1, 2-1) 13850 Globen - 26 november 1992 Modo Hockey-Västra Frölunda HC 3-6 (2-0, 1-3, 0-3) 3619 Kempehallen - 26 november 1992 Malmö IF-Färjestads BK 6-2 (2-0, 2-1, 2-1) 5410 Malmö Isstadion Omgång 19 - 29 november 1992 Rögle BK-HV 71 7-1 (2-0, 4-0, 1-1) 3140 Ängelholms Ishall - 29 november 1992 AIK-Västerås IK 2-7 (2-0, 0-3, 0-4) 6121 Globen - 29 november 1992 Luleå HF-Malmö IF 2-6 (1-0, 1-3, 0-3) 4449 Delfinen - 29 november 1992 Färjestads BK-Modo Hockey 6-0 (2-0, 1-0, 3-0) 4170 Färjestads Ishall - 29 november 1992 Västra Frölunda HC-Djurgårdens IF 3-3 (2-1, 1-1, 0-1) 10343 Scandinavium - 29 november 1992 Brynäs IF-Leksands IF 2-0 (0-0, 0-0, 2-0) 7509 Gavlerinken Omgång 20 - 3 december 1992 AIK-Rögle BK 3-2 (1-2, 1-0, 1-0) 3892 Globen - 3 december 1992 Leksands IF-Luleå HF 5-2 (0-1, 2-1, 3-0) 3599 Leksands Isstadion - 3 december 1992 Västerås IK-Västra Frölunda HC 3-2 (1-0, 0-2, 2-0) 3220 Rocklundahallen - 3 december 1992 HV 71-Färjestads BK 1-1 (0-0, 1-1, 0-0) 3657 Rosenlundshallen - 3 december 1992 Modo Hockey-Brynäs IF 0-4 (0-0, 0-4, 0-0) 2769 Kempehallen - 3 december 1992 Malmö IF-Djurgårdens IF 1-1 (0-0, 0-1, 1-0) 4788 Malmö Isstadion Omgång 21 - 6 december 1992 Luleå HF-AIK 8-0 (2-0, 4-0, 2-0) 4261 Delfinen - 6 december 1992 Västerås IK-Rögle BK 6-1 (0-1, 3-0, 3-0) 4854 Rocklundahallen - 6 december 1992 HV 71-Leksands IF 1-3 (0-1, 0-1, 1-1) 4333 Rosenlundshallen - 6 december 1992 Brynäs IF-Västra Frölunda HC 2-1 (1-0, 1-1, 0-0) 5734 Gavlerinken - 6 december 1992 Djurgårdens IF-Färjestads BK 2-3 (1-0, 0-1, 1-2) 10178 Globen - 6 december 1992 Malmö IF-Modo Hockey 1-3 (0-1, 0-1, 1-1) 4945 Malmö Isstadion Omgång 22 - 10 december 1992 Rögle BK-Luleå HF 6-4 (2-2, 0-2, 4-0) 4812 Ängelholms Ishall - 10 december 1992 AIK-Malmö IF 1-7 (0-1, 0-4, 1-2) 3427 Globen - 10 december 1992 Modo Hockey-Djurgårdens IF 6-2 (1-1, 2-0, 3-1) 3070 Kempehallen - 10 december 1992 Färjestads BK-Brynäs IF 6-1 (3-0, 1-1, 2-0) 4715 Färjestads Ishall - 10 december 1992 Västra Frölunda HC-HV 71 3-4 (0-1, 1-2, 2-1) 11868 Scandinavium - 10 december 1992 Leksands IF-Västerås IK 3-4 (0-0, 1-2, 2-2) 5262 Leksands Isstadion |

### Fortsättningsserien
| Datum Match Resultat Publik Spelplan Omgång 23 - 7 januari 1993 Djurgårdens IF-Luleå HF 2-2 (0-0, 1-2, 1-0) 4884 Globen - 7 januari 1993 Malmö IF-Brynäs IF 7-6 (1-3, 4-2, 2-1) 5121 Malmö Isstadion - 7 januari 1993 Modo Hockey-HV 71 7-4 (2-3, 4-1, 1-0) 4002 Kempehallen - 7 januari 1993 Leksands IF-Rögle BK 4-1 (1-0, 1-1, 2-0) 4531 Leksands Isstadion - 7 januari 1993 Västerås IK-Färjestads BK 3-2 (3-2, 0-0, 0-0) 5037 Rocklundahallen Omgång 24 - 10 januari 1993 Färjestads BK-Leksands IF 4-3 (1-1, 0-0, 3-2) 4313 Färjestads Ishall - 10 januari 1993 Rögle BK-Modo Hockey 2-5 (1-2, 1-0, 0-3) 3473 Ängelholms Ishall - 10 januari 1993 HV 71-Malmö IF 2-2 (1-0, 1-2, 0-0) 3417 Rosenlundshallen - 10 januari 1993 Brynäs IF-Djurgårdens IF 2-2 (1-1, 1-0, 0-1) 4927 Gavlerinken - 10 januari 1993 Luleå HF-Västerås IK 4-4 (1-2, 3-0, 0-2) 4061 Delfinen Omgång 25 - 14 januari 1993 Djurgårdens IF-HV 71 3-4 (2-1, 0-2, 1-1) 4388 Globen - 14 januari 1993 Malmö IF-Rögle BK 5-3 (2-2, 1-1, 2-0) 5703 Malmö Isstadion - 14 januari 1993 Modo Hockey-Färjestads BK 5-3 (1-0, 3-0, 1-3) 3426 Kempehallen - 14 januari 1993 Leksands IF-Västerås IK 0-5 (0-1, 0-2, 0-2) 4168 Leksands Isstadion - 14 januari 1993 Brynäs IF-Luleå HF 2-2 (0-1, 1-0, 1-1) 3524 Gavlerinken Omgång 26 - 17 januari 1993 Västerås IK-Modo Hockey 2-2 (2-0, 0-1, 0-1) 6080 Rocklundahallen - 17 januari 1993 Färjestads BK-Malmö IF 7-3 (3-1, 2-1, 2-1) 4035 Färjestads Ishall - 17 januari 1993 Rögle BK-Djurgårdens IF 0-3 (0-1, 0-2, 0-0) 3405 Ängelholms Ishall - 17 januari 1993 HV 71-Brynäs IF 1-5 (0-1, 1-2, 0-2) 3831 Rosenlundshallen - 17 januari 1993 Luleå HF-Leksands IF 1-3 (0-1, 1-0, 0-2) 3952 Delfinen Omgång 27 - 21 januari 1993 Djurgårdens IF-Färjestads BK 5-3 (2-2, 2-0, 1-1) 7258 Globen - 21 januari 1993 Malmö IF-Luleå HF 5-4 (2-0, 2-1, 1-3) 4726 Malmö Isstadion - 21 januari 1993 Modo Hockey-Leksands IF 4-0 (2-0, 1-0, 1-0) 3938 Kempehallen - 21 januari 1993 HV 71-Västerås IK 3-1 (0-1, 1-0, 2-0) 3092 Rosenlundshallen - 21 januari 1993 Brynäs IF-Rögle BK 4-4 (2-3, 1-0, 1-1) 3553 Gavlerinken Omgång 28 - 24 januari 1993 Leksands IF-Malmö IF 2-4 (2-0, 0-1, 0-3) 4001 Leksands Isstadion - 24 januari 1993 Västerås IK-Djurgårdens IF 1-3 (0-1, 1-1, 0-1) 5087 Rocklundahallen - 24 januari 1993 Färjestads BK-Brynäs IF 4-4 (1-4, 2-0, 1-0) 3760 Färjestads Ishall - 24 januari 1993 Rögle BK-HV 71 3-3 (0-0, 1-1, 2-2) 3080 Ängelholms Ishall - 24 januari 1993 Luleå HF-Modo Hockey 2-2 (2-0, 0-2, 0-0) 4176 Delfinen Omgång 29 - 28 januari 1993 Djurgårdens IF-Malmö IF 2-2 (0-1, 0-1, 2-0) 8593 Globen - 28 januari 1993 Luleå HF-Färjestads BK 4-1 (1-1, 1-0, 2-0) 3746 Delfinen - 28 januari 1993 Västerås IK-Rögle BK 1-1 (0-0, 0-1, 1-0) 3342 Rocklundahallen - 28 januari 1993 HV 71-Leksands IF 1-2 (0-1, 0-0, 1-1) 3896 Rosenlundshallen - 28 januari 1993 Modo Hockey-Brynäs IF 2-5 (0-2, 2-2, 0-1) 4095 Kempehallen Omgång 30 - 31 januari 1993 Djurgårdens IF-Leksands IF 2-5 (1-2, 0-1, 1-2) 10189 Globen - 31 januari 1993 Malmö IF-Modo Hockey 8-2 (3-0, 1-0, 4-2) 5337 Malmö Isstadion - 31 januari 1993 Rögle BK-Luleå HF 6-2 (2-0, 2-0, 2-2) 3185 Ängelholms Ishall - 31 januari 1993 HV 71-Färjestads BK 2-5 (0-0, 1-3, 1-2) 3825 Rosenlundshallen - 31 januari 1993 Brynäs IF-Västerås IK 6-2 (3-0, 2-1, 1-1) 4981 Gavlerinken Omgång 31 - 2 februari 1993 Modo Hockey-Djurgårdens IF 1-2 (0-0, 0-2, 1-0) 2990 Kempehallen - 2 februari 1993 Leksands IF-Brynäs IF 3-3 (2-2, 1-0, 0-1) 5205 Leksands Isstadion - 2 februari 1993 Västerås IK-Malmö IF 4-2 (2-1, 1-0, 1-1) 4311 Rocklundahallen - 2 februari 1993 Färjestads BK-Rögle BK 6-1 (2-0, 1-0, 3-1) 4087 Färjestads Ishall - 2 februari 1993 Luleå HF-HV 71 7-2 (4-1, 2-0, 1-1) 4092 Delfinen | Omgång 32 - 4 februari 1993 Färjestads BK-Västerås IK 2-2 (1-1, 0-1, 1-0) 3929 Färjestads Ishall - 4 februari 1993 Rögle BK-Leksands IF 7-6 (1-3, 2-1, 4-2) 3268 Ängelholms Ishall - 4 februari 1993 HV 71-Modo Hockey 3-0 (0-0, 1-0, 2-0) 3214 Rosenlundshallen - 4 februari 1993 Brynäs IF-Malmö IF 3-6 (0-0, 2-2, 1-4) 5352 Gavlerinken - 4 februari 1993 Luleå HF-Djurgårdens IF 7-2 (4-1, 0-0, 3-1) 4213 Delfinen Omgång 33 - 6 februari 1993 Djurgårdens IF-Brynäs IF 2-4 (0-0, 0-3, 2-1) 7720 Globen - 7 februari 1993 Malmö IF-HV 71 2-5 (1-0, 1-2, 0-3) 4809 Malmö Isstadion - 7 februari 1993 Modo Hockey-Rögle BK 4-1 (0-0, 2-1, 2-0) 3133 Kempehallen - 7 februari 1993 Leksands IF-Färjestads BK 8-6 (3-3, 2-2, 3-1) 4080 Leksands Isstadion - 7 februari 1993 Västerås IK-Luleå HF 7-5 (4-1, 1-2, 2-2) 4328 Rocklundahallen Omgång 34 - 18 februari 1993 Västerås IK-Leksands IF 2-2 (0-1, 2-1, 0-0) 5486 Rocklundahallen - 18 februari 1993 Färjestads BK-Modo Hockey 8-4 (2-2, 2-0, 4-2) 4028 Färjestads Ishall - 18 februari 1993 Rögle BK-Malmö IF 2-4 (0-2, 2-1, 0-1) 4488 Ängelholms Ishall - 18 februari 1993 HV 71-Djurgårdens IF 2-3 (1-1, 1-1, 0-1) 3826 Rosenlundshallen - 18 februari 1993 Luleå HF-Brynäs IF 2-5 (0-4, 2-0, 0-1) 4221 Delfinen Omgång 35 - 21 februari 1993 Djurgårdens IF-Rögle BK 0-1 (0-1, 0-0, 0-0) 5221 Globen - 21 februari 1993 Malmö IF-Färjestads BK 7-2 (1-0, 2-2, 4-0) 4887 Malmö Isstadion - 21 februari 1993 Modo Hockey-Västerås IK 3-6 (1-2, 0-1, 2-3) 3062 Kempehallen - 21 februari 1993 Leksands IF-Luleå HF 3-6 (2-1, 0-4, 1-1) 3602 Leksands Isstadion - 21 februari 1993 Brynäs IF-HV 71 5-6 (4-0, 1-5, 0-1) 3808 Gavlerinken Omgång 36 - 25 februari 1993 Leksands IF-Modo Hockey 2-2 (0-1, 2-0, 0-1) 3905 Leksands Isstadion - 25 februari 1993 Västerås IK-HV 71 2-2 (0-2, 1-0, 1-0) 3512 Rocklundahallen - 25 februari 1993 Färjestads BK-Djurgårdens IF 7-1 (1-0, 3-0, 3-1) 4434 Färjestads Ishall - 25 februari 1993 Rögle BK-Brynäs IF 5-4 (2-0, 1-3, 2-1) 3234 Ängelholms Ishall - 25 februari 1993 Luleå HF-Malmö IF 4-0 (1-0, 1-0, 2-0) 4251 Delfinen Omgång 37 - 28 februari 1993 Djurgårdens IF-Västerås IK 2-3 (0-2, 2-0, 0-1) 7124 Globen - 28 februari 1993 Malmö IF-Leksands IF 2-4 (0-1, 1-1, 1-2) 4704 Malmö Isstadion - 28 februari 1993 Modo Hockey-Luleå HF 3-3 (0-1, 1-1, 2-1) 3108 Kempehallen - 28 februari 1993 HV 71-Rögle BK 3-3 (1-0, 0-2, 2-1) 3651 Rosenlundshallen - 28 februari 1993 Brynäs IF-Färjestads BK 6-3 (2-2, 2-1, 2-0) 4798 Gavlerinken Omgång 38 - 4 mars 1993 Malmö IF-Djurgårdens IF 3-2 (1-0, 1-1, 1-1) 4664 Malmö Isstadion - 4 mars 1993 Brynäs IF-Modo Hockey 4-2 (1-2, 1-0, 2-0) 5028 Gavlerinken - 4 mars 1993 Leksands IF-HV 71 5-2 (0-1, 1-0, 4-1) 4121 Leksands Isstadion - 4 mars 1993 Rögle BK-Västerås IK 3-4 (0-0, 3-1, 0-3) 3051 Ängelholms Ishall - 4 mars 1993 Färjestads BK-Luleå HF 7-3 (1-0, 3-1, 3-2) 3838 Färjestads Ishall Omgång 39 - 7 mars 1993 Modo Hockey-Malmö IF 8-4 (2-0, 2-2, 4-2) 3089 Kempehallen - 7 mars 1993 Leksands IF-Djurgårdens IF 6-2 (3-1, 0-1, 3-0) 4958 Leksands Isstadion - 7 mars 1993 Västerås IK-Brynäs IF 7-1 (1-1, 5-0, 1-0) 5984 Rocklundahallen - 7 mars 1993 Färjestads BK-HV 71 4-1 (1-0, 2-0, 1-1) 3836 Färjestads Ishall - 7 mars 1993 Luleå HF-Rögle BK 9-1 (5-1, 1-0, 3-0) 3969 Delfinen Omgång 40 - 11 mars 1993 Djurgårdens IF-Modo Hockey 4-2 (2-1, 2-1, 0-0) 7832 Globen - 11 mars 1993 Malmö IF-Västerås IK 3-1 (2-0, 0-1, 1-0) 4546 Malmö Isstadion - 11 mars 1993 Rögle BK-Färjestads BK 6-2 (2-2, 2-0, 2-0) 2224 Ängelholms Ishall - 11 mars 1993 HV 71-Luleå HF 6-8 (3-2, 0-4, 3-2) 2962 Rosenlundshallen - 11 mars 1993 Brynäs IF-Leksands IF 7-3 (2-2, 2-1, 3-0) 6425 Gavlerinken |